# Eleições na Ucrânia

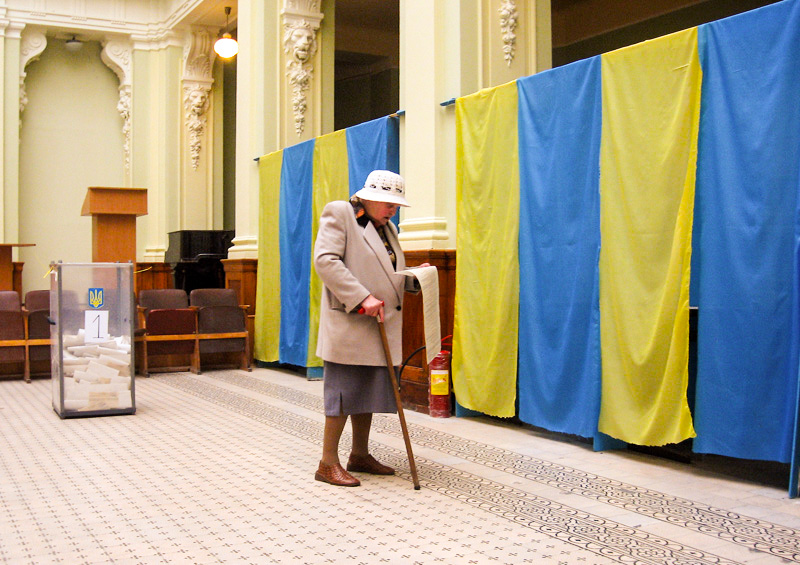
Uma mulher com direito a voto durante as eleições parlamentares ucranianas de 2007

As eleições na Ucrânia são realizadas para escolher o presidente (chefe de estado), Verkhovna Rada (órgão legislativo) e os governos locais. A Ucrânia tem um sistema multipartidário, com vários partidos existentes, eles devem trabalhar uns com os outros para formar um governos de coalizão .

## Legislação
As eleições na Ucrânia são realizadas para escolher o presidente (chefe de estado) e Verkhovna Rada (legislatura). O presidente é eleito por um mandato de cinco anos. A Verkhovna Rada tem 450 membros e também é eleita para um mandato de cinco anos, mas pode ser dissolvida mais cedo pelo presidente em caso de falha na formação de um governo. A próxima eleição para a Verkhovna Rada (marcada para 2023) será pela primeira vez com diferentes listas abertas regionais (novamente com um limiar eleitoral de cinco por cento) e um retorno (e, portanto, a abolição dos círculos eleitorais com votação anterior) a apenas um círculo eleitoral nacional.
De 2012 até as eleições parlamentares ucranianas de 2019, o Verkhovna Rada foi eleito usando um sistema eleitoral misto. Metade dos representantes foi eleita a partir de listas partidárias fechadas nacionais distribuídas entre os partidos usando quociente eleitoral com um limite de 5%. A metade restante foi eleita em distritos eleitorais usando a votação inicial.
De acordo com a lei atual, a próxima eleição para Verkhovna Rada (a ser realizada) em 2023  será novamente sem eleitorados de um único membro e, em vez disso, os deputados só podem ser eleitos em uma lista partidária em um distrito eleitoral nacional com uma eleição de 5% limiar com listas regionais abertas de candidatos a deputados.
Uma votação instantânea deve ter uma participação eleitoral superior a 50% e a lei eleitoral da Ucrânia proíbe o financiamento externo de partidos ou campanhas políticas.
Desde o final de fevereiro de 2016, um congresso do partido pode remover qualquer candidato de sua lista de partidos antes que a Comissão Eleitoral Central o reconheça eleito. O que significa que os partidos após as eleições podem impedir que seus candidatos ocupem um assento no parlamento a que tinham direito devido ao seu lugar na lista partidária. Um partido também pode (desde o final de fevereiro de 2016) excluir pessoas da sua lista eleitoral das últimas eleições parlamentares.

### Eleições locais
De acordo com a Constituição da Ucrânia, o mandato dos chefes das aldeias e cidades e dos membros do conselho dessas aldeias e cidades é de cinco anos.

## Padrões de votação
Desde a dissolução da União Soviética, o Partido Comunista da Ucrânia dominou politicamente a maior parte da Ucrânia. Em meados da década de 1990, os comunistas perderam completamente a popularidade na Ucrânia ocidental, que votava em qualquer representante, exceto o comunista. Desde que Leonid Kuchma deixou o posto presidencial, em 2004 o apoio ao Partido Comunista mudou para que o Partido das Regiões passasse a dominar politicamente principalmente o sudeste da Ucrânia.
Até as eleições parlamentares ucranianas de 2014, o eleitorado da CPU e do Partido das Regiões foi muito leal a eles. Mas nas eleições parlamentares de 2014, o Partido das Regiões não participou (devido a uma percepção de falta de legitimidade (da eleição), porque nem todos os residentes do Donbass podiam votar) e a CPU ficou 1,12% abaixo do limite eleitoral de 5% . Os resultados foram uma vitória para os partidos pró-Ocidente e uma grande derrota para o campo pró-Rússia.
Um estudo de 2010 do Instituto de Psicologia Social e Política da Ucrânia descobriu que, em geral, os apoiadores de Yulia Tymoshenko são mais otimistas em comparação com os apoiadores de Viktor Yanukovych. 46% dos apoiadores do Tymoshenko esperam melhora em seu bem-estar no próximo ano, em comparação com 30% de Yanukovych 

## Comparecimento eleitoral
De 1994 a 2007, a participação eleitoral média nas eleições de Verkhovna Rada foi de 68,13%   A participação eleitoral total nas eleições parlamentares de 2012 foi então a mais baixa de sempre, com 57,99%; A menor participação nessas eleições foi na Crimeia (com 49,46%), a maior no Oblast de Lviv (67,13%). Nas eleições parlamentares de 2014, a participação eleitoral oficial foi fixada (pela Comissão Eleitoral Central da Ucrânia ) em 52,42%. Este número foi determinado depois que a Comissão Eleitoral Central deduziu que os eleitores elegíveis em áreas onde votar era impossível. Devido à guerra em curso em Donbass e à anexação unilateral da Crimeia pela Rússia, as eleições parlamentares de 2014 não foram realizadas na Crimeia e também não foram realizadas em partes do Oblast de Donetsk e do Oblast de Luhansk. A menor participação nestas eleições foi em Donetsk Oblast (com 32,4%), a mais alta novamente em Lviv Oblast (70%).
A participação eleitoral nas eleições presidenciais é sempre maior do que nas eleições de Verkhovna Rada, com uma participação eleitoral média de 72% de 2004 a 2010 (67,95% nas eleições presidenciais de 2010 ). Na eleição presidencial de 2014, a Comissão Eleitoral Central da Ucrânia definiu a participação em mais de 60%; tal como nas eleições legislativas de 2014, estas eleições não se realizaram na Crimeia e também não se realizaram em partes do Oblast de Donetsk e do Oblast de Lugansk. As eleições presidenciais mais populares foram a primeira em 1991, onde votaram quase 30,6 milhões de pessoas, e na eleição de 2004, que reuniu cerca de 28 milhões. Havia apenas três candidatos presidenciais que reuniram mais de 10 milhões de votos: Leonid Kravchuk (1991 - 19,6, 1994 - 10,0), Viktor Yushchenko (2004 - 11,1) e Viktor Yanukovych (2004 - 11,0). A marca de 10 milhões de eleitores quase foi alcançada por Leonid Kuchma em 1999, mas ele só ganhou a confiança de 9,6 milhões. Até hoje, Kravtchuk e Petro Poroshenko são os únicos candidatos presidenciais que venceram as eleições após o primeiro turno, obtendo mais de 50% dos votos, respectivamente em 1991 e 2014.
Desde as eleições parlamentares ucranianas de 1994, a participação eleitoral tem diminuído. 1994 - 75,81%, 1998 - 70,78%, 2002 - 69,27%, 2006 - 67,55%, 2007 - 62,03%, 2012 - 57,43%, 2014 - 51,91% e as eleições parlamentares ucranianas de 2019 em 49,84%.

## Falhas percebidas na legislação
Apesar de um sistema claro de declaração de doações para fundos de campanha, autoridades e especialistas dizem que a lei eleitoral da Ucrânia é constantemente desrespeitada, com os gastos com fundos oficiais dos candidatos representando apenas uma fração do valor realmente gasto, embora raramente seja claro de onde vem o financiamento.